# Droga wojewódzka 980
Die Droga wojewódzka 980 (DW 980) ist eine 49 Kilometer lange Droga wojewódzka (Woiwodschaftsstraße) in der polnischen Woiwodschaft Kleinpolen, die Jurków mit Biecz verbindet. Die Strecke liegt im Powiat Brzeski, im Powiat Gorlicki und im Powiat Tarnowski.

## Streckenverlauf
Woiwodschaft Kleinpolen, Powiat Brzeski
-  Jurków (DK 75)

Woiwodschaft Kleinpolen, Powiat Gorlicki
- Równia

Woiwodschaft Kleinpolen, Powiat Brzeski
- Biskupice Malsztyńskie
- Domosławice

Woiwodschaft Kleinpolen, Powiat Tarnowski
- Faliszewice
-  Zakliczyn (DW 975)
- Faściszowa
- Siemiechów
-  Gromnik (DW 977)
- Rzepiennik Marciszewski
- Rzepiennik Strzyżewski
- Rzepiennik Biskupi
- Rzepiennik Suchy

Woiwodschaft Kleinpolen, Powiat Gorlicki
- Rożnowice (Rosenberg)
- Racławice
- Binarowa
-  Biecz (DK 28)